# サントメ州
サントメ州（-しゅう、ポルトガル語: São Tomé）は、サントメ・プリンシペの二つある州のうちの一つである。州都は首都でもあるサントメ。領域はサントメ島と、ロラス島・カブラス島等その周囲の島嶼からなる。人口は約20万人（2020年推定）。

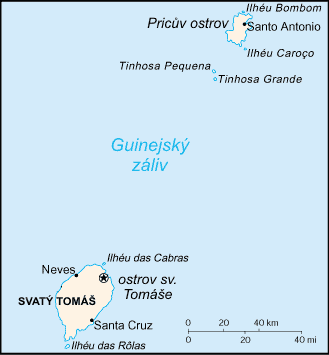
サントメ州の位置。左下側のサントメ島周辺。

## 下部行政区画
- アグア・グランデ県（Água Grande）
- カンタガロ県（Cantagalo）
- カウエ県（Caué）
- レンバ県（Lembá）
- ロバタ県（Lobata）
- メ＝ゾシ県（Mé-Zóchi）